# Ermelo
Ermelo este o comună și o localitate în provincia Gelderland, Țările de Jos. 

## Localități componente
De Beek, Drie, Ermelo, Horst, Houtdorp, Leuvenum, Speuld, Staverden, Telgt, Tonsel.